# Vision de Gauchelin
Gauchelin est un prêtre du XIe siècle qui habitait le village de Bonneval, actuellement situé dans la région Centre-Val de Loire en France. Le prêtre Gauchelin déserte l’église de Saint-Aubin d’Angers. Au mois de janvier 1092, Gauchelin connaît l’appréhension directe d’une vision de l’au-delà, mais cet au-delà fut déplacé sur terre. Cependant, cette vision représente l’enfer infernal. 
La vision de Gauchelin a été partagée au milieu du XIIe siècle dans L’Historia Ecclesiastia d’Orderic Vital, moine de Saint-Evroult. Aucune personne au XIIe siècle ne doutait de la crédibilité de la vision de Gauchelin, car elle était basée sur des circonstances concrètes. De plus, Orderic Vital était réputé comme étant un homme sincère et sérieux. Cependant, il existe deux versions de la vision de Gauchelin, qui portent certaines différences. En effet, la version de la Bibliothèque bleue, qui est une littérature dite populaire française du XVIIe siècle est bien différente de la version expliquée dans le folklore normand. 

## Description
Ceci est une traduction libre de la vision de Gauchelin. 
Un soir de janvier de l’an 1091/1092, le prêtre Gauchelin fut appelé au chevet d'un paroissien très mal en point. Fidèle à son devoir, Gauchelin ne perdit aucun temps et partit en pleine nuit visiter le malade, qui habitait à l’extrémité de la paroisse. Lorsque le prêtre revint de sa visite, il fut obligé de marcher seul dans l’obscurité, isolé de toute habitation. Soudainement, Gauchelin entendit un grand bruit, comme si une armée d’hommes violents se rapprochait de lui. Le prêtre pensa aussitôt que ce pouvaient être les hommes de Robert de Bellême, qui allaient assiéger Courcy. 
Par peur de se faire importuner par ses soldats, Gauchelin décida d’aller se cacher derrière quatre arbrisseaux. Cependant, un homme d’une imposante allure sortit par surprise, puis il bloqua le chemin du prêtre et leva sa matraque en lui disant : « Arrête- toi ! n’avance pas davantage ». Le prêtre, pétrifié de peur, resta immobile puis regarda la cavalerie défiler devant ses yeux. C’est alors que Gauchelin fut le témoin d’une vision infernale. 
Tout d’abord, il s'aperçut que les fantassins avancaient en portant sur le dos différents chargements comme des meubles, des vêtements, ainsi que des ustensiles. Certains fantassins portaient également des moutons. Ces personnes ressemblaient plutôt à des brigands. Soudainement, Gauchelin reconnut parmi les fantassins plusieurs connaissances, qui étaient mortes récemment. Ces défunts se plaignaient des supplices qu’ils subissaient à cause de leurs crimes, commis durant leur vie sur terre. 
Puis Gauchelin vit des porteurs de cercueils, qui en transportaient environ une cinquantaine. L’homme imposant qui l’avait forcé à regarder le passage des fantassins partit rejoindre cette troupe. De très petits hommes à grosse tête étaient assis sur les cercueils. Puis le prêtre vit deux hommes transporter, sur un gigantesque tronc d’arbre, un malheureux tourmenté et enchainé. Ce malheureux poussait d’épouvantables hurlements. Gauchelin vit avec horreur le cadavre de l’assassin du prêtre Étienne. Un horrible démon s’acharnait avec violence sur le corps de cet assassin, mort deux ans auparavant. Selon certains, l’assassin du prêtre Étienne n’avait jamais fait pénitence pour ce crime épouvantable d’un homme d’Église. 
Gauchelin vit également une troupe de femmes passer avec des chevaux. Le prêtre reconnut dans la troupe des femmes nobles qu’il avait connues autrefois. D’ailleurs, certaines femmes de sa vision vécurent encore après l'événement. Ces femmes étaient forcées de se tenir sur des selles couvertes de clous brulants. Le vent, ainsi que les sauts des chevaux, enfonçaient les clous dans leurs fesses. Ce sadique châtiment leur était donné à cause de leurs pêchés commis durant leur vie sur terre. De plus, les corps de ces femmes présentaient d’horribles mutilations. Le prêtre Gauchelin dit qu’elles souffraient cruellement de brulures, ainsi que de puanteur. Malgré les souffrances qu’elles devaient endurer, les femmes confessaient les pêchés qu’elles avaient commis. 
Par la suite, Gauchelin vit les troupes des prêtres, des abbés ainsi que des moines. Gauchelin fut surpris de reconnaitre de nombreux hommes de l’Église au sein de ce cortège très peu honorable. En effet, l’opinion publique avait placé ces hommes religieux au ciel. Cependant, Gauchelin vit de ses propres yeux des membres de l’Église tels que des clercs et des moines, qui portaient alors des chaperons de couleur noire. Gauchelin vit Hugues de Lisieux, Mainier l’abbé d’Ouche, Gerbert l'abbé de Fontenelle ainsi que Richard et Baudoin, les fils du comte Gislebert. Contrairement aux femmes, les hommes religieux poussaient des gémissements et se plaignaient de leur sort.
Tout à coup un homme, qui se nommait Landri d’Orbec et était décédé depuis peu de temps, se jeta désespérément sur le prêtre Gauchelin en lui priant de passer un message, ainsi que de donner ses ordres à sa femme. Cependant, les troupes qui suivaient interrompirent brusquement Landri d’Orbec et dirent à Gauchelin :
« Ne croyez pas Landri ; c’est un imposteur. Il avait été vicomte d’Orbec et avocat ; par son esprit et son mérite, il s’était élevé beaucoup au-dessus de sa naissance. Dans les affaires et les plaidoiries, il jugeait tout au gré de ses caprices, il prononçait d’iniques jugements, selon les dons qu’il recevait, et observait moins l’équité qu’il ne s’abandonnait à la cupidité et au mensonge. C’est pourquoi il était à bon droit honteusement dévoué aux supplices et appelé menteur par ses complices. »
Après avoir vu tant de choses avec les troupes des cavaliers de l’au-delà, le prêtre se dit que personne ne le croirait lorsqu’il raconterait cette vision. Il prit conscience qu’il avait vu les âmes des morts. Cependant, Gauchelin prit la décision d’apporter une preuve, afin que les hommes ne doutent pas de sa vision. C’est alors que Gauchelin choisit d’appréhender un cheval libre, afin de le conduire jusqu’à son village pour le montrer à ses paroissiens. Gauchelin prit immédiatement les rênes du cheval ; cependant il ressentit une chaleur intense sous ses pieds, comme si c’était un feu et il ressentit un froid glacial traverser ses mains, ainsi que tout son corps. Soudainement, quatre cavaliers surgirent sur le prêtre et lui dirent : « Pourquoi vous emparez-vous de nos chevaux ? Vous viendrez avec nous ; aucun d’entre nous ne vous a fait de mal, tandis que vous entreprenez de nous enlever ce qui nous appartient. » Par peur, Gauchelin lâcha le cheval. Puis, un des cavaliers demanda un entretien privé avec le prêtre. Le cavalier se présentait à Gauchelin comme étant Guillaume de Glos, fils de baron, qui était autrefois sénéchal de Guillaume de Breteuil. De plus, il dit au prêtre :   
« J’ai commis parmi les mortels toutes sortes de crimes et de rapines et j’ai péché par des forfaits plus nombreux que je ne peux les rapporter. Au surplus, c’est pour l’usure que je suis principalement tourmenté, car j’ai prêté de l’argent à un pauvre homme et j’ai reçu de lui en gage un certain moulin ; et comme il ne pouvait me rendre mon prêt, j’ai toute ma vie retenu le gage et l’ai laissé à mes héritiers, en dépouillant celui auquel il aurait dû passer par succession légitime. Vous voyez que je porte à la bouche un fer de moulin qui sans doute me parait plus pesant que la tour de Rouen. Dites donc à Beatrix ma femme et à mon fils Roger qu’ils me secourent et qu’ils restituent promptement à l’héritier légitime le gage au sujet duquel ils ont beaucoup plus reçu que je n’ai prêté. »
Cependant, le prêtre Gauchelin refusa immédiatement la demande de Guillaume et ce malgré les nombreuses prières de ce dernier. Guillaume était si furieux du refus du prêtre que de sa main, qui était brulante comme le feu, il agrippa le prêtre à la gorge. Ce dernier, terrifié, implora alors l'aide de Marie, la glorieuse mère du Christ. Sa prière fut entendue, car un vaillant chevalier arriva soudainement au secours du prêtre. Le cavalier cria à Guillaume : « Pourquoi tuez-vous mon frère, maudit que vous êtes ? Laissez-le et partez. » Soudainement, toute la troupe disparut dans l’obscurité de la nuit en laissant le prêtre Gauchelin seul avec son sauveur. Le sauveur se révéla être le frère du prêtre. Ce frère le sermonna pour avoir tenté de voler un cheval qui appartenait aux troupes des damnés. Par la suite, son frère lui dit que lorsqu’il avait été ordonné prêtre en Angleterre et que Gauchelin avait donné une messe pour les défunts, cela avait libéré son père Raoul de ses peines. Cette affirmation venait prouver que les interceptions fonctionnaient réellement. Subséquemment, le prêtre aperçut aux pieds de son frère une substance qui ressemblait à une masse de sang. Lorsque Gauchelin interrogea sur le sang, l’homme répondit :
« Ce n'est pas du sang ; c'est du feu, et il me parait d'un poids plus grand que si je portais sur moi le Mont Saint Michel. Comme je me servais d'éperons précieux, fort pointus, pour arriver plus vite à répandre le sang, j'en porte avec raison une énorme pièce à mes talons. J'en suis si intoléremment accablé que je ne saurais exprimer à personne combien est grand mon supplice : les mortels devraient sans cesse réfléchir à ces choses et craindre et se bien garder de s'exposer, par leur faute, à de si affreux châtiments. Il ne m'est pas permis, mon frère, de m'entretenir plus longtemps avec vous, car je suis forcé de suivre en toute hâte cette déplorable troupe. Souvenez-vous de moi, je vous prie ; secourez - moi par de pieuses prières et par des aumônes car, de Pâques fleuries à un an, j'espère être sauvé et par la clémence du Créateur être délivré de mes tourments. Quant à vous, vous devez vous occuper de votre sort, corriger prudemment votre vie qui est souillée de plusieurs vices, et sachez qu'elle ne sera pas longue. Présentement, gardez le silence, taisez-vous sur les choses que vous avez entendues d’une manière si inespérée et, d’ici à trois jours, n’ayez pas l’audace d’en parler à personne. »
Lorsqu’il termina sa phrase, il disparut soudainement, laissant le prêtre seul. À son retour, Gauchelin tomba gravement malade, puis commença à se rétablir au bout de quelques jours. Lorsqu’il le fut complètement, Gauchelin se rendit à Lisieux, afin de rencontrer son évêque Gil pour lui raconter en détail sa vision.   
Gauchelin vécut encore une quinzaine d’années, puis il rendit l’âme.

## Analyse de la vision de Gauchelin
La vision de Gauchelin, qui a été partagée par Orderic Vital met un certain accent sur le concept du purgatoire. Cependant, lorsque le prêtre Gauchelin a connu l’appréhension directe d’une vision de l’au-delà à la fin du XIe siècle la notion du purgatoire n’existait pas encore. En effet, selon l’historien Jacques Le Goff, c’est au milieu du XIIe siècle que la société médiévale donne une véritable localisation à la notion de purgatoire.
Pourtant, certains historiens critiquent cette datation du purgatoire, c’est notamment le cas de l’historien Philippe Ariès. En effet, dans son article Le Purgatoire et la cosmologie de l’au-delà, Philippe Ariès soutient que certaines informations dans le livre La naissance du Purgatoire de Le Goff ne sont pas véridiques. En effet, Ariès mentionne dans son article que le concept du purgatoire semble bien être apparu bien avant le XIIe siècle. Cependant, la notion du purgatoire était connue sur un autre nom. D’autre part, dans son ouvrage Du messager des âmes au spirite en Languedoc dans la mort, l’historien Daniel Fabre explique que les mots Purgatoire et même le mot Paradis : 
« peuvent désigner ces moments et ces espaces, mais leur contenu est plus celui que l’Église catholique leur prête même si imagerie des flammes et des délices est commune aux deux cosmologie ».
De plus, la conception du ciel et du paradis n’a pas toujours été la même au fil des siècles. En effet, l’historien Philippe Ariès écrit également dans son article en se basant sur une traduction orientale du Jardin d’Éden que :  
« [...] le mot Paradis donc pas toujours eu le sens du ciel de la vision béatique du bonheur de Dieu autres parmi ces lieux attente sont plutôt et de plus en plus du côté de l’Enfer dont ils constituent un étage supérieur et non définitif hors de ces lieux plus ou moins déterminés des âmes coupables peuvent errer misérablement une telle conception d’au-delà attente heureuse ou malheureuse de la résurrection de la fin des Temps persisté nos jours dans orthodoxie. »
Autrement dit, la notion d’une sorte de purgatoire existait bien avant le XIIe siècle, cependant il était connu sous un autre nom. Or, de nombreux historiens partagent plusieurs théories qui sont fort intéressantes sur la datation du purgatoire.
Par la suite, il y a eu une certaine préhistoire au purgatoire. En effet, deux œuvres importantes ont joué un rôle de premier plan dans la construction du purgatoire. La première œuvre est celle de Saint-Augustin(354-430), et la seconde œuvre est celle de Grégoire le Grand (540-604). Tout d’abord, Saint-Augustin aborde le problème du feu purgatoire, ainsi que des peines purgatoire, et cela dans différents endroits. Pourtant, Saint-Augustin souligne le fait que ces peines, qui sont insupportables, s’adressent seulement à un petit nombre de chrétiens. Cette notion obscure traitée par Saint-Augustin sera décrite plusieurs siècles plus tard comme étant le purgatoire. D’autre part, plusieurs exemples sur le purgatoire seront tirés dans six anecdotes du IVe siècle, qui ont été écrites par Grégoire le Grand dans le livre Les Dialog . De plus, au fil des siècles qui ont suivi l’opinion publique s’est forgée autour du fait que l’au-delà repose sur deux lieux éternels qui sont d’ailleurs fortement opposés : le paradis et l’enfer.  
Dans sa vision, Gauchelin est témoin d’une vision infernale. Cependant, la chasse infernale décrite par Orderic Vital semble raisonnablement un signe annonciateur, car elle se produit en période très trouble.    
De plus, dans la vision de Gauchelin, il y a également une affirmation que les interceptions peuvent aider les défunts dans l’au-delà.

## Le contexte historique
La vision de Gauchelin a eu lieu dans la France du XIe siècle. Géographiquement, le village de Bonneval se trouvait dans la région du Centre-Val de Loire, qui est aux portes de la Normandie. À l’époque de la vision de Gauchelin, Guillaume II, dit  « le Conquérant » était roi d’Angleterre depuis 1066, ainsi que le duc de la Normandie. Tout au long de son règne, Guillaume le Conquérant a dû faire face à de nombreuses rébellions. D’ailleurs, le passage sur les hommes de Robert de Bellême, qui alla assiéger Courcy, rappelé par Orderic Vital fait allusion à un évènement marquant dans l’histoire de la Normandie, qui a eu lieu en 1091, soit au même moment que la vision de Gauchelin. À la suite, de la mort de Guillaume le Conquérant, les nobles de Normandie profitaient de l’état trouble du pays, afin de se déchirer dans une tyrannie. 
Cependant, la vision de Gauchelin a été écrite au XIIe siècle par le moine anglo-saxon Orderic Vital, et ce dernier a volontairement intégré des structures historiques à la vision de Gauchelin. Bien qu’Orderic déclarait que cette vision lui avait été racontée par la bouche propre de Gauchelin. Le médiéviste Claude Lecouteux écrit dans son livre Chasses infernales et Cohortes de la nuit au Moyen Âge, qu’Orderic avait purement une intention politique. De plus, selon Lecouteux, Orderic aurait fabriqué une œuvre géniale en s’inspirant de plusieurs traditions littéraires cléricales. D’autre part, Orderic a même intégré son propre monastère, l’abbaye de Saint-Evroult. En réalité, lorsqu’Orderic Vital a écrit la vision de Gauchelin, son monastère luttait pour son indépendance qui était menacée par l’évêque de Lisieux, ainsi que par le seigneur Robert de Bellême. Il est important de noter que les écrits d’Orderic Vital ont fortement contribué à la mauvaise réputation du seigneur Robert de Bellême.